# Amegilla albigena
Amegilla albigena är en biart som först beskrevs av Amédée Louis Michel Lepeletier 1841.  Amegilla albigena ingår i släktet Amegilla och familjen långtungebin. Inga underarter finns listade i Catalogue of Life.

## Bildgalleri

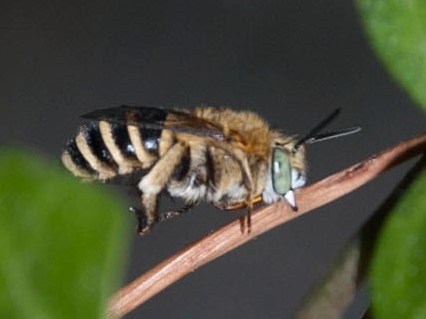
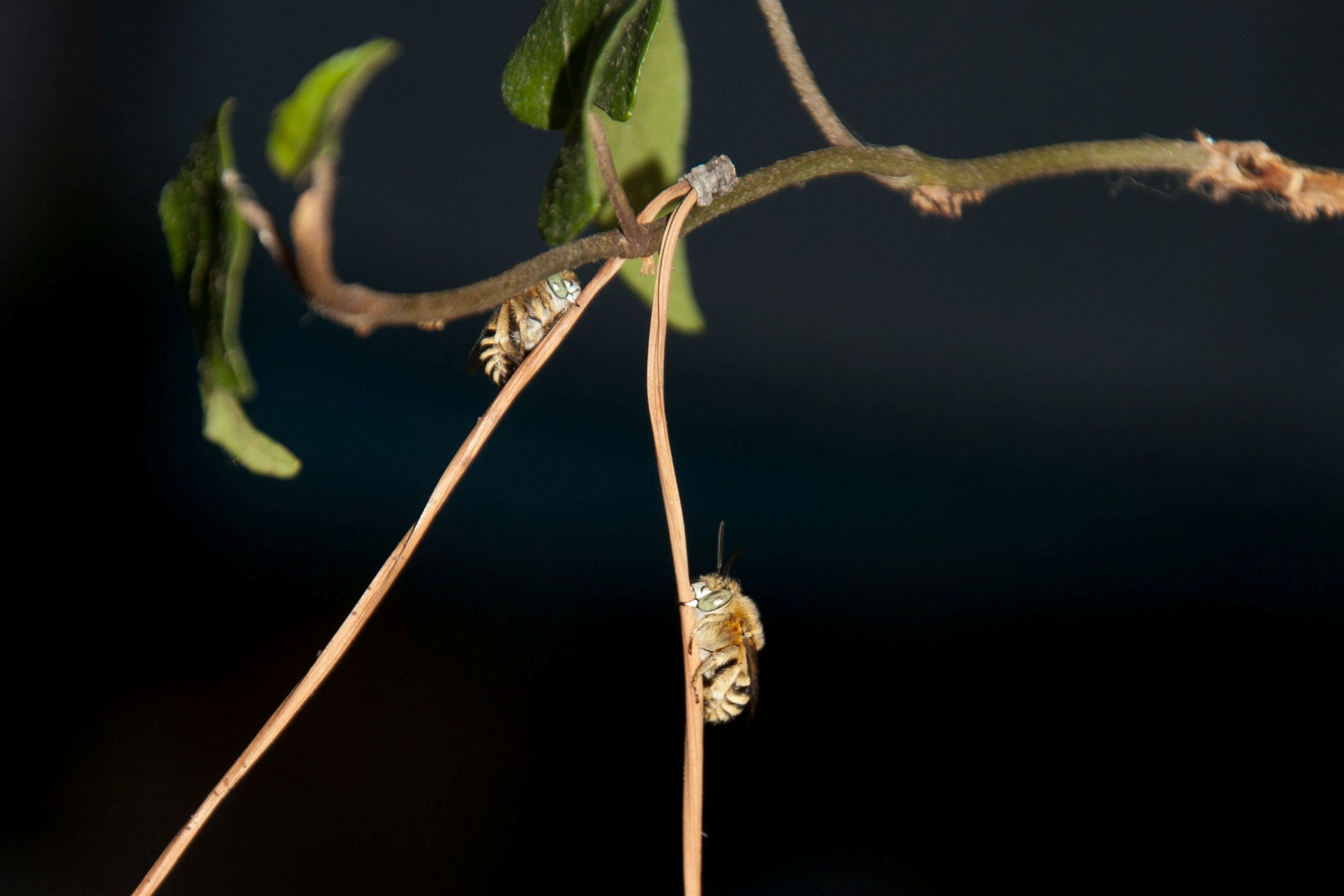
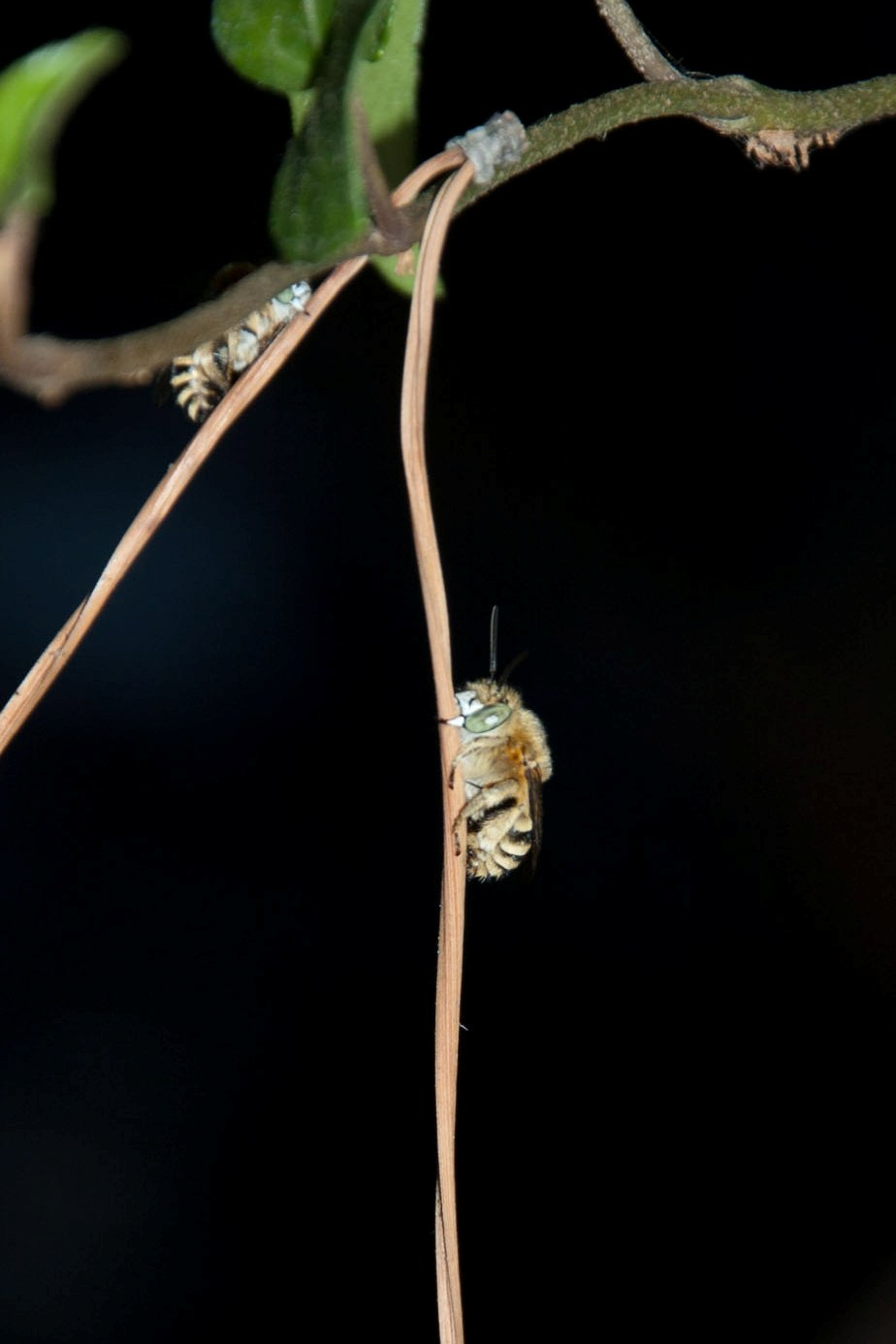
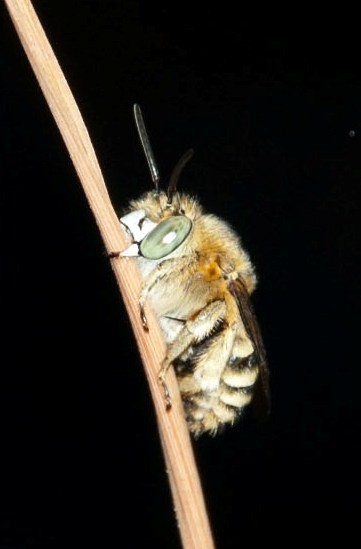
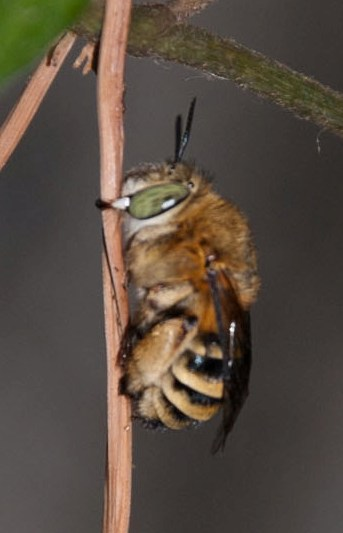
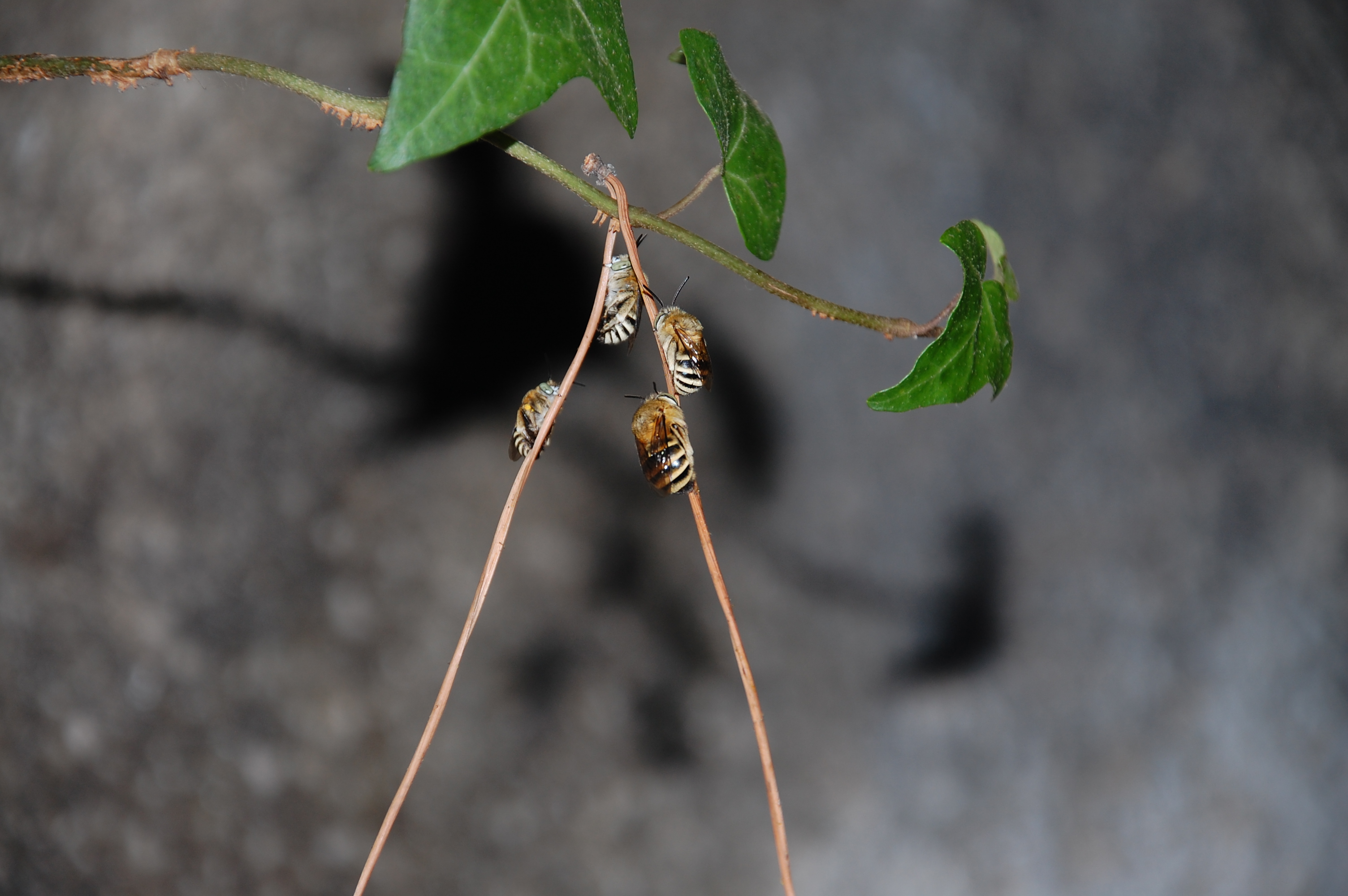